# Зоологический переулок (Москва)
Зоологи́ческий переу́лок — улица в центре Москвы на Пресне между Большой Грузинской и Малой Грузинской улицами. Проходит вдоль северной границы Московского зоопарка.

## Происхождение названия
Изначально назывался Георгиевский переулок (на плане 1862 года — Егорьевский; Егорий — народный вариант имени Георгий): по ближайшей церкви Георгия Победоносца на Грузинской площади. Современное название улица получила после основания поблизости в 1864 году зоологического сада.

## Описание
Зоологический переулок начинается от Большой Грузинской улицы, проходит на запад вдоль южной границы Грузинской площади и северной границы Московского зоопарка, затем справа к нему примыкает Новопресненский переулок, слева — Волков переулок. Заканчивается переулок на Малой Грузинской.

## Примечательные здания и сооружения
'
По чётной стороне:
- № 4/6 — общественная организация «Военные за духовное возрождение Отечества и армии»;
- № 8 — жилой дом. Здесь 1969—2002 годах жил военачальник И. К. Яковлев[1].
- № 10 — детский сад № 521.